# Tex Fletcher
Geremino Bisceglia (né le 17 janvier 1910 à Harrison (New York) - décédé le 14 mars 1987), mieux connu par son nom de scène Tex Fletcher et surnommé The Lonely Cowboy, est un cowboy chantant américain, acteur au cinéma et à Broadway ainsi qu'animateur de radio et de télévision.

## Biographie

### Jeunesse
Fletcher naît à Harrison (New York) le 17 janvier 1910, cinquième de huit enfants d'immigrants italiens, Michael (maçon) et Josephine Bisceglia. Tex quitte le domicile familial en 1924 à l'âge de 15 ans pour intégrer le Sells-Floto Circus (en) qui se produisait à travers les États-Unis et le Canada.
Il s'installe dans le Dakota du Sud où il apprend à gérer des chevaux et des bovins tout en s'imprégnant des coutumes et chansons, devenant ainsi un véritable cow-boy. Il retourne dans l'État de New York au début des années 1930 et est engagé en tant que cowboy chantant à la radio sur WFAS (en) à White Plains.

### Années 1930
Les années 1930 sont productives pour Fletcher qui se produit dans une radio de grande écoute, joue à Broadway, joue dans deux films, fait une tournée en solo et avec un groupe, joue au Madison Square Garden, décroche un contrat d'enregistrement avec Decca Records (qui durera jusque dans les années 1950) et se produit pour le Président des États-Unis.
Tex chante des chansons de cowboy en 1932 sur WFAS à White Plains (New York). En 1934, il prend la place de son ami Tex Ritter dans le rôle du Cowboy Answer Man sur WWOR alors que l'engouement pour les cowboys est à son maximum (il restera sur WWOR pendant plus de 20 ans, laissant l'antenne en 1957). Après une participation à Broadway dans la production de Howdy Stranger en 1937, Tex devient membre du groupe radiophonique hillbilly "Tom Emerson’s Mountaineers" avec lequel il se produit à l'échelle nationale à travers le réseau de WMCA, tourne à travers le pays et apparaît dans la production musicale d'Hollywood Down on the Barn en 1938. Cette première apparition dans un film lui permet d'attirer l'attention des recruteurs d'Hollywood pour une nouvelle série de comédies musicales prévues par Arcadia Pictures Corporation pour être réalisées par Grand National Pictures, encore une fois à la place de Tex Ritter qui a changé pour un autre studio.
À la sortie de Six-Gun Rhythm en 1939,, premier film de la série, Grand National fait faillite, limitant la distribution et sa nouvelle star dans le pétrin. Tex prend alors les choses en main et fait seul la promotion du film à travers le nord-est des États-Unis et le Canada, là où il est le plus populaire. Il est occasionnellement accompagné par son ami et mentor, Tex Ritter. Il conduit de ville en ville avec son propre exemplaire en 16 mm de Six-Gun Rhythm, sa Martin D-42,, et ses habits de cowboy sur la banquette arrière. Il joue quelques morceaux, montre des images, signes des autographes et ensuite va dans la ville suivante. Cela est, pour beaucoup, la raison pour laquelle ce Western B est resté aussi longtemps dans les bacs et a gardé une telle valeur chez les collectionneurs, alors que sinon il serait resté méconnu.

### Carrière après-guerre
Après plusieurs années de cet effort promotionnel, Fletcher entre dans l'United States Army pendant la Deuxième Guerre mondiale et atteint le grade de sergent. À son retour, il consacre ses efforts à devenir musicien à plein-temps, travaillant dans des boîtes de nuit, à la radio (WOR) et à la télévision (WABC, WNBC, WWOR). Il est mentionné dans Ripley's Believe It or Not! comme ayant la capacité de jouer de mémoire 4000 chansons. Il enregistre pour de nombreux labels, dont ARC, Decca, Vocalion, Majestic (en), Montgomery Ward, Flint, SESAC (en), Waldorf Music, Grand Award (en) et son propre label Dakota.
Ensuite, Tex n'a plus le désir de retourner à Hollywood et refuse les offres qui lui sont faites, préférant se focaliser sur les représentations à la radio et en public.
Fletch a été un auteur prolifique ayant notamment écrit les classiques The Lord is In The Saddle Tonight, Tiperary (The Great Outlaw Horse), My Harding County Home, le thème du générique de fin de The Adventures of Wild Bill Hickock (CBS Television). Ses chansons ont été reprises par Gene Autry, Ernest Tubb, Lawrence Welk, le bluesman Magic Slim, le duo de blues Pistol Pete (en) et Ron Hytower ainsi que Glenn Ohrlin.
Son dernier album Holiday Hootenanny sort en 1965. Il devient ensuite agent de sécurité au Westchester Country Club à Rye (New York).
En 2003, Tex est nommé à titre posthume au New York State Country Music Hall of Honor,.

### Vie personnelle
À la fin de la guerre, il se marie avec Ada Mae Henkel (27 septembre 1927 - 9 septembre 2003) de Yonkers (New York) avec qui il a cinq enfants : Robert (1947-1999), Jayne, Kathy, George et Michael.
Il décède le 14 mars 1987.